# Constante física fundamental
Una constante física fundamental es una constante física adimensional y que por tanto toma el mismo valor en cualquier sistema de unidades. Eso hace de estas constantes físicas las únicas constantes estrictamente universales (aunque a veces se aplica el término constante fundamental a constantes físicas que no son estrictamente universales y dependen del tipo de sistema de unidades elegidas).

## Diferencia entre las constantes físicas y las constantes matemáticas
Aunque tanto las constantes matemáticas como las constantes físicas fundamentales son adimensionales y por tanto independientes del sistema de unidades, las segundas se diferencian de las primeras en que sólo pueden ser determinadas mediante experimento y no pueden ser expresadas en términos de constantes matemáticas.

## El problema del número de constantes físicas fundamentales
El número de constantes físicas fundamentales independientes refleja los avances científicos, así ciertos avances de la física teórica han demostrado que ciertas constantes fundamentales son realmente combinaciones de otras constantes físicas y por tanto estos avances han reducido el número de constantes físicas. Por otra parte la lista de constantes fundamentales crece cuando un nuevo experimento encuentra una relación nueva entre fenómenos físicos. El número de constantes físicas fundamentales independientes es una cuestión abierta.
Los físicos se esfuerzan en establecer teorías más elegantes que puedan reducir los fenómenos observados a fenómenos previamente conocidos, en ocasiones esos trabajos teóricos muestran que es posible reducir el número de principios y constantes fundamentales necesarias para explicar los fenómenos. El número de constantes físicas depende del sistema de unidades, por esa razón los físicos teóricos suelen emplear el sistema de unidades natural (o sistema de unidades de Planck) donde el número de constantes físicas es mínimo, ya que las únicas constantes físicas que aparecen en unidades naturales son precisamente las constantes físicas fundamentales. Además en los sistemas de unidades naturales todas las magnitudes físicas resultan ser adimensionales.
En el estado actual de conocimiento, después del descubrimiento de que los neutrinos están dotados de masa y dejando de lado el ángulo θ, John Baez (2002) deja claro que el modelo estándar requiere 25 constantes fundamentales para explicar los fenómenos físicos, concretamente:
- La constante de estructura fina.
- La constante de acoplamiento fuerte.
- El cociente entre la masa de varias partículas fundamentales y la masa de Planck: seis cocientes para las masas de los seis tipos de quark (u, d, c, s, t, b), seis cocientes para las masas de los leptones (e, μ, τ, νe, νμ, ντ), un cociente para el bosón de Higgs, y dos cocientes más para los bosones másicos de la teoría electrodébil (W, Z).
- Los cuatro parámetros de la matriz de Cabibbo-Kobayashi-Maskawa, que describe como los quarks pueden "oscilar" entre las diferentes variedades.
- Otros cuatro parámetros de la matriz de Maki-Nakagawa-Sakata, que describe lo mismo para los neutrinos.

## Ejemplos de constantes físicas fundamentales
- La constante de estructura fina  interviene en la determinación de la magnitud de la interacción electromagnética entre fermiones y fotones. En términos sencillos, la constante de estructura fina da cuenta de lo intensa que es la interacción electromagnética comparada con otras. Actualmente ninguna teoría de aceptación general explica por qué toma el valor que toma. Su valor experimental es:

{\displaystyle \alpha ={\frac {e^{2}}{\hbar c\ 4\pi \epsilon _{0}}}={\frac {1}{137.03599911}}}
Donde {\displaystyle e\ } es la carga del electrón, {\displaystyle \hbar \ } es la constante de Planck reducida, {\displaystyle c\ } es la velocidad de la luz en el vacío, y {\displaystyle \epsilon _{0}\ } es la permitividad dieléctrica del vacío.